# Karl Rührschneck
Karl Rührschneck (* 2. Juni 1911 in Nürnberg; † 1. November 1997 ebenda) war ein deutscher Motorradrennfahrer.

## Karriere
Rührschneck hatte das Bäckerhandwerk erlernt, blieb diesem Beruf aber nicht lange treu. Im Alter von 18 Jahren erstand er sein erstes Motorrad, eine Ardie. Zwei Jahre später begann Rührschneck ein Praktikum in der Versuchsabteilung von Triumph, einem der rund 50 Motorrad-Herstellern in und um Nürnberg, eine Tätigkeit, die seinem Interesse an technischen Dingen entsprach.
Ab 1932 startete Rührschneck auf einer Norton bei Motorradrennen und gehörte bald zu den bekanntesten Privatfahrern. Seinen ersten großen Erfolg teilte er sich mit seinem sechs Jahre älteren Bruder Otto. Die Brüder fuhren in Schotten Seite an Seite über die Ziellinie und wurden beide zu Siegern erklärt. Er erhielt nach Versuchsfahrten in Konkurrenz mit anderen Fahrern einen Werksvertrag bei BMW in München und wurde unter anderem durch einen zweiten Platz beim Großen Preis von Deutschland auf dem Sachsenring hinter dem Italiener Dorino Serafini (Gilera) 1939 Europameisterschafts-Siebter in der 500-cm³-Klasse. Karl Rührschneck schien am Anfang einer großen Karriere zu stehen, aber der Zweite Weltkrieg machte seine Pläne vorerst zunichte.
Nach dem Krieg gewann er 1947 auf einer NSU das 500er-Rennen auf dem Norisring in Nürnberg, fuhr aber auch Zementbahnrennen auf einer Puch. 1950 belegte er beim Feldbergrennen den zweiten Platz hinter Ernst Hoske (BMW) und 1952 siegte er auf dem Sachsenring, beim Schleizer Dreieckrennen und auf der Autobahnspinne in Dresden-Hellerau, stets auf einer Halbliter-Norton. Das Rennen in Dresden-Hellerau endete in „Totem Rennen“ mit Rudi Knees.
Als Beifahrer im BMW-Gespann von Sepp Müller hatte Karl Rührschneck ebenfalls größere Erfolge. Müller / Rührschneck wurden 1948 und 1949 Deutsche Meister und 1950 DM-Dritte in der 1200-cm³-Seitenwagen-Klasse. 1952 ging Rührschneck auf Norton auch in der 500-cm³-Klasse der Motorrad-Weltmeisterschaft an den Start, erreichte aber keine WM-Punkte.
Karl Rührschneck starb am 1. November 1997 in seiner Heimatstadt Nürnberg.

## Statistik

### Erfolge
- 1948 – Deutscher 1200-cm³-Gespann-Meister auf BMW (als Beifahrer von Sepp Müller)
- 1949 – Deutscher 1200-cm³-Gespann-Meister auf BMW (als Beifahrer von Sepp Müller)

### Rennsiege
| Jahr | Klasse                | Maschine | Rennen                   | Strecke           |
| ---- | --------------------- | -------- | ------------------------ | ----------------- |
| 1938 | 500 cm³               | Norton   | Rund um Schotten         | Schottenring      |
| 1948 | Gespanne (1200 cm³) 1 | BMW      | Dieburger Dreiecksrennen | Dieburger Dreieck |
| 1950 | Gespanne (1200 cm³) 1 | BMW      | Mai Pokal Rennen         | Hockenheimring    |
| 1952 | 500 cm³               | Norton   | Sachsenring-Rennen       | Sachsenring       |
| 1952 | 500 cm³               | Norton   | Schleizer Dreieckrennen  | Schleizer Dreieck |

## Verweise